# Cajazeirinhas
Cajazeirinhas är en kommun i Brasilien.   Den ligger i delstaten Paraíba, i den östra delen av landet, 1 500 km nordost om huvudstaden Brasília. Antalet invånare är 3 033.
Omgivningarna runt Cajazeirinhas är huvudsakligen savann. Runt Cajazeirinhas är det glesbefolkat, med 17 invånare per kvadratkilometer.